# Associação Atlética Serra
Associação Atlética Serra é uma agremiação esportiva brasileira de Tangará da Serra, no estado de Mato Grosso, fundada em 5 de junho de 2009. Suas cores são vermelho, azul e branco. No ano de 2010, estreou em competições profissionais, o Campeonato Mato-Grossense da Segunda Divisão.

## História
Fundado em 2009, disputou seu primeiro campeonato em 2010, o Campeonato Mato-Grossense da Segunda Divisão.
Em campo, em um de seus amistosos, venceu o time do Cuiabá Esporte Clube por 3 a 0, realizado em agosto de 2010, no estádio Mané Garrincha.

## Títulos

### Futebol feminino
- Campeonato Mato-Grossense de Futebol Feminino

Campeão (1): 2012